# Ali Sharif al-Rifi
Ali Sharif al-Rifi era o comandante da Força Aérea Líbia até 2011, quando sua força aérea foi destruída pelos ataques da OTAN durante a Guerra Civil Líbia.
Em 1991, Ali al-Sharif Rifi, nomeado como o coronel Rifi Ali al-Sharif, foi listada na Folha, que forneceu informações adicionais sobre o atentada de Vôo Pan Am 103 emitido com o Tribunal Distrital dos Estados Unidos para o Distrito de acusação contra a Colômbia Abdelbaset al-Megrahi e Lamin Khalifah Fhimah no caso do atentado de Lockerbie. Ali al-Sharif Rifi foi descrito como tendo um papel de destaque no esforço de aquisição e da Líbia como tendo alegadamente tentou ajudar al-Megrahi em sua tentativa de adquirir aeronaves dos Estados Unidos através de Benin. A Folha não afirmou que Ali al-Sharif Rifi tinha sido envolvido no atentado de Lockerbie.
Em novembro de 2010, Ali al-Sharif Rifi hospedado brigadeiro-general Mitar Kovac das Forças Armadas da Sérvia Planejamento Maior Geral e da Direcção de Desenvolvimento na Exposição de Segurança, Defesa e Segurança da Líbia, em Trípoli.
Depois que as forças pró-Gaddafi perderem o controle de Tripoli, Ali al-Sharif Rifi foi visto fugido para o país vizinho de Níger, chegando na cidade de Agadèz em 8 de setembro e que se instalam na Etoile du Tenere hotel. Marou Amadou do Níger ministro da Justiça confirmou a notícia e afirmou que Ali al-Sharif Rifi, juntamente com outros legalistas Gaddafi General Ali Kana, estava em Agadèz e foi "ser bem guardado", embora ele não estava em um prédio do governo nigeriano.